# Anthicus floralis
Anthicus floralis là một loài bọ cánh cứng.

## Hình ảnh

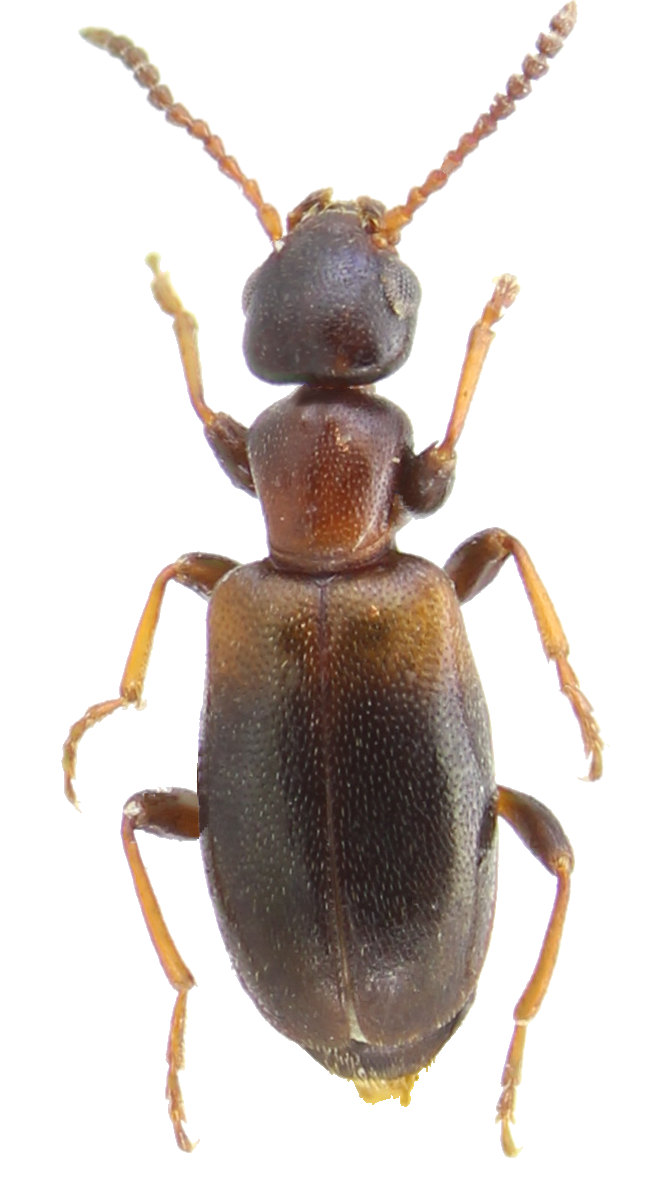